# Québecs sexdagars
Québecs sexdagars var ett kanadensiskt sexdagarslopp i bancykling som avhölls vid tre tillfällen i maj från 1964 till 1966 i staden Québec.

## Podieplaceringar
| År   | Vinnare                             | Tvåa                              | Trea                            |
| 1964 | Lucien Gillen Emile Severeyns       | Ferdinando Terruzzi Mino De Rossi | Roger Gaignard André Retrain    |
| 1965 | Emile Severeyns Rik Van Steenbergen | Lucien Gillen Robert Lelangue     | Fritz Pfenninger Sigi Renz      |
| 1966 | Fritz Pfenninger Sigi Renz          | Freddy Eugen Leandro Faggin       | Robert Lelangue Emile Severeyns |